# Análisis sintáctico superficial
El análisis sintáctico superficial (inglés: shallow parsing, light parsing o chunking) es un análisis sintáctico que identifica los elementos constituyentes de una frase (grupos nominales, verbos, etc.) sin especificar sus estructuras internas, ni sus funciones en la frase. Típicamente, el análisis sintáctico superficial no produce un árbol sintáctico completo. Es una técnica muy utilizada en el procesamiento de lenguaje natural.
- Datos: Q2845263